# Nanolack
Nanolack ist die Bezeichnung für einen Lack, bei dem der Klarlack in Nanotechnologie mit Keramikpartikeln versetzt wird. Die Nano-Keramikpartikel werden unter den normalen Klarlack gemischt und verbinden sich durch die Hitze der Trockenkammer zu einer gleichmäßigen Netzstruktur. Der Nanoklarlack ist deutlich resistenter gegenüber äußeren, mechanischen Einwirkungen, Säuren und Schmutz. Zudem lässt seine Oberflächenstruktur Schmutz leichter abperlen. 